# Swedish Open 2022 - Qualificazioni singolare maschile
Le qualificazioni del singolare del Swedish Open 2022 sono state un torneo di tennis preliminare per accedere alla fase finale della manifestazione. I vincitori dell'ultimo turno sono entrati di diritto nel tabellone principale. In caso di ritiro di uno o più giocatori aventi diritto, a questi sono subentrati i Lucky loser, ossia i giocatori che hanno perso nell'ultimo turno ma che avevano una classifica più alta rispetto agli altri partecipanti che avevano comunque perso nel turno finale.

## Teste di serie
1. Fabio Fognini (ultimo turno, lucky loser)
2. Jaume Munar (ultimo turno)
3. Tomás Martín Etcheverry (qualificato)
4. Federico Delbonis (qualificato)

1. Henri Laaksonen (primo turno)
2. Facundo Bagnis (primo turno)
3. Marc-Andrea Hüsler (qualificato)
4. Daniel Elahi Galán (ultimo turno)

## Qualificati
1. Marc-Andrea Hüsler
2. Pedro Sousa

1. Tomás Martín Etcheverry
2. Federico Delbonis

### Lucky loser
1. Fabio Fognini

## Tabellone

### Sezione 1
|  | Primo turno | Primo turno        | Primo turno        | Primo turno | Primo turno |  |  | Ultimo turno | Ultimo turno       | Ultimo turno | Ultimo turno | Ultimo turno |  |
|  |             |                    |                    |             |             |  |  |              |                    |              |              |              |  |
|  | 1/Alt       | Fabio Fognini      | Fabio Fognini      | 6           | 6           |  |  |              |                    |              |              |              |  |
|  | WC          | Karl Friberg       | Karl Friberg       | 4           | 4           |  |  | 1/Alt        | Fabio Fognini      | 5            | 7            | 4            |  |
|  | WC          | Leo Borg           | Leo Borg           | 1           | 1           |  |  | 7            | Marc-Andrea Hüsler | 7            | 5            | 6            |  |
|  | 7           | Marc-Andrea Hüsler | Marc-Andrea Hüsler | 6           | 6           |  |  |              |                    |              |              |              |  |

### Sezione 2
|  | Primo turno | Primo turno    | Primo turno    | Primo turno | Primo turno |  |  | Ultimo turno | Ultimo turno | Ultimo turno | Ultimo turno | Ultimo turno |  |
|  |             |                |                |             |             |  |  |              |              |              |              |              |  |
|  | 2           | Jaume Munar    | 7              | 4           | 6           |  |  |              |              |              |              |              |  |
|  |             | Nicolás Jarry  | 64             | 6           | 4           |  |  | 2            | Jaume Munar  | Jaume Munar  | 4            | 4            |  |
|  | PR          | Pedro Sousa    | Pedro Sousa    | 6           | 7           |  |  | PR           | Pedro Sousa  | Pedro Sousa  | 6            | 6            |  |
|  | 6           | Facundo Bagnis | Facundo Bagnis | 4           | 63          |  |  |              |              |              |              |              |  |

### Sezione 3
|  | Primo turno | Primo turno             | Primo turno        | Primo turno | Primo turno |  |  | Ultimo turno | Ultimo turno            | Ultimo turno | Ultimo turno | Ultimo turno |  |
|  |             |                         |                    |             |             |  |  |              |                         |              |              |              |  |
|  | 3           | Tomás Martín Etcheverry | 6                  | 3           | 6           |  |  |              |                         |              |              |              |  |
|  | Alt         | Viktor Durasovic        | 2                  | 6           | 2           |  |  | 3            | Tomás Martín Etcheverry | 3            | 6            | 7            |  |
|  |             | Yannick Hanfmann        | Yannick Hanfmann   | 3           | 0           |  |  | 8            | Daniel Elahi Galán      | 6            | 4            | 5            |  |
|  | 8           | Daniel Elahi Galán      | Daniel Elahi Galán | 6           | 6           |  |  |              |                         |              |              |              |  |

### Sezione 4
|  | Primo turno | Primo turno         | Primo turno     | Primo turno | Primo turno |  |  | Ultimo turno | Ultimo turno      | Ultimo turno      | Ultimo turno | Ultimo turno |  |
|  |             |                     |                 |             |             |  |  |              |                   |                   |              |              |  |
|  | 4           | Federico Delbonis   | 6               | 4           | 7           |  |  |              |                   |                   |              |              |  |
|  |             | Juan Pablo Varillas | 2               | 6           | 67          |  |  | 4            | Federico Delbonis | Federico Delbonis | 7            | 7            |  |
|  |             | Pavel Kotov         | Pavel Kotov     | 6           | 7           |  |  |              | Pavel Kotov       | Pavel Kotov       | 6(0)         | 65           |  |
|  | 5           | Henri Laaksonen     | Henri Laaksonen | 1           | 5           |  |  |              |                   |                   |              |              |  |